# Roberto Gomes Pedrosa
Roberto Gomes Pedrosa (Rio de Janeiro, 8 de juliol de 1913 - Rio de Janeiro, 6 de gener de 1954) fou un jugador de futbol brasiler de la dècada de 1930.

## Trajectòria
Pel que fa a clubs, començà la seva carrera al Botafogo, on guanyà tres cops el campionat estatal. El 1935 passà al Clube Atlético Estudante Paulista, club que el 1938 es convertí, per fusió amb altres entitats, en São Paulo FC. Romangué en aquest club fins a finals de la dècada de 1930. Fou internacional amb la selecció brasilera, amb la qual disputà el Mundial d'Itàlia 1934.
Un cop retirat tingué diversos càrrecs esportius, entre ells fou escollit el 1946 president del São Paulo FC i el 1947 president de la Federação Paulista de Futebol, càrrec que exercí fins a la seva mort el 1954. Aquest any es creà el Torneig Roberto Gomes Pedrosa en homenatge a ell.

## Palmarès
Botafogo
- Campionat carioca:
  - 1932, 1933, 1934